# Торнау
Торнау (нем. von Tornow, Tornauw) — баронский род.

## История
Происходит из Померании и восходит к половине XVI века.
В 1639 году Торнау получили индигенат в Курляндии. Определением Правительствующего Сената, от 10 июня 1853 и 23 февраля 1862 года, за курляндской дворянской фамилией фон Торнау признан баронский титул.
Род баронов Торнау внесен в матрикул курляндского дворянства.

## Известные представители
- Торнау, Александр Георгиевич (1857—1927) — русский генерал[1]
- Торнау, Дмитрий Александрович — Георгиевский кавалер; майор; № 9806; 26 ноября 1855.
- Торнау, Николай Егорович (1812—1882) — его двоюродный брат, сенатор, член государственного совета; исследователь мусульманского законоведения.
- Торнау, Николай Николаевич (1848—1928) — барон, сын Н. Е. Торнау, географ, картограф, составитель учебных атласов конца XIX — начала XX веков[2].
- Торнау, Фёдор Егорович фон — Георгиевский кавалер; генерал-майор; № 5100; 1 декабря 1835.
- Торнау, Фёдор Фёдорович (1810—1890) — русский офицер, дипломат, писатель, разведчик, участник Кавказской войны, автор документальных литературных произведений.

## Описание герба
В красном поле три серебряных сечки, сопровождаемые вверху шестиконечными звездами (2 + 1).
Щит увенчан некоронованным дворянским шлемом. Нашлемник — три зеленых лавровых ветви с красными плодами. Намет красный с серебром.